# 1710 Naval Air Squadron
1710ème Escadron aéronaval
Le 1710 Naval Air Squadron ou 1710 NAS est un escadron de soutien logistique du Fleet Air Arm de la Royal Navy. Il est basé au HMNB Portsmouth dans le Hampshire en Angleterre. L'escadron a été formé en 2010.

## Historique
Le 1710 NAS est une organisation de soutien de la base navale de Portsmouth qui est chargée de la récupération, de la réparation, de la modification et du soutien scientifique de l'aviation militaire britannique. Il a été formé le 27 mai 2010 en combinant le Mobile Aircraft Repair Transport and Salvage Unit (MARTSU), le Mobile Aircraft Support Unit (MASU), le Naval Aircraft Materials Laboratory (NAML) et d'autres unités plus petites.
L'escadron est actuellement organisé en trois sections :
- La première compte treize équipes qui réparent et récupèrent des hélicoptères militaires britanniques et des systèmes aériens sans pilote dans le monde entier.
- La seconde conçoit, fabrique et adapte des modifications opérationnelles et de sécurité urgentes aux hélicoptères de première ligne.
- La troisième apporte un soutien technique et scientifique à l'aviation militaire et commerciale britannique.

Les membres de l'escadron se déploient dans le monde entier, y compris sur des navires de la Royal Navy, pour soutenir l'aviation militaire.